# Cinema!!!
Cinema!!! è una miniserie televisiva del 1979, diretta dal regista Pupi Avati, sequel di Jazz Band.

## Trama
Giuseppe, Giuliano, Carlo, Giulio e Giorgio vivono a Bologna e sono amici da tanto tempo. Hanno in comune il sogno di riuscire ad entrare nel mondo del cinema per realizzare tutti insieme un film. Vogliono costruirsi il loro futuro e per finanziare il loro primo lungometraggio sono disposti anche a lavorare nelle catene di montaggio, fare i camerieri oppure organizzare eccentrici concorsi di bellezza. Il loro progetto non è semplice e, dopo tanti tentativi, avventure e delusioni, riusciranno a realizzarlo grazie all'aiuto di un misterioso, generosissimo finanziatore...